# Rhyacophila malayana
Rhyacophila malayana är en nattsländeart som beskrevs av Banks 1931. Rhyacophila malayana ingår i släktet Rhyacophila och familjen rovnattsländor. Inga underarter finns listade i Catalogue of Life.